# Bad For Good
Bad for Good es un álbum de 1981 del compositor estadounidense Jim Steinman. Steinman escribió todos las canciones e interpretó la mayoría de éstos, sin embargo, Rory Dodd también contribuyó en él como voz principal en algunos temas.
Originalmente los temas fueron escritos para una secuela no realizada de Bat Out Of Hell de Meat Loaf, llamada Renegade Angel. Sin embargo, debido a los problemas vocales que padecía Meat Loaf fue prácticamente imposible la grabación de las canciones. Pero finalmente, sí lo haría en álbumes posteriores (algunas canciones). Dentro del ámbito musical, las críticas lo calificaron de mediocre y señalaron que la voz de Steinman no era la adecuada para las canciones de Bad For Good.

## Composiciones
- Las primeras 2 canciones, "Bad for Good" y "Lost Boys And Golden Girls" fueron inspiradas bajo la historia de Peter Pan, y chicos que nunca crecieron o maduraron. Esto se ve reflejado en "Bad For Good" en "You know I'm gonna be like this forever: I'm never gonna be what I should."
- "Love and Death and an American Guitar" es un monólogo de un mundo de fantasía, interpretado por Steinman, mismo que fue utilizado durante los shows de Meat Loaf en años pasados.
- "The Storm", es una pista instrumental.
- "Rock and Roll Dreams Come Through", es una plegaria al rock, anunciando cómo siempre estarán presentes en los tiempos malos.[3]

## Lista de canciones
- Todas las canciones, escritas por Jim Steinman

1. "Bad for Good" – 8:45
2. "Lost Boys and Golden Girls" 4:36
3. "Love and Death and an American Guitar" – 2:38
4. "Stark Raving Love" – 7:23
5. "Out of the Frying Pan (And Into the Fire)" – 6:12
6. "Surf's Up" – 5:25
7. "Dance in My Pants" – 7:58 (dueto con Karla DeVito)
8. "Left in the Dark" – 7:58

- Pistas adicionales

1. "The Storm" – 4:28
2. "Rock and Roll Dreams Come Through" – 6:29

## Personal
- Jim Steinman - voz
- Rory Dodd - voz en "Lost Boys and Golden Girls," "Surf's Up," "Rock and Roll Dreams Come Through," y coros
- Karla DeVito — voz femenina en "Dance in My Pants"
- Todd Rundgren — guitarra y coros
- Davey Johnstone — guitarra, mandolín
- Steve Buslowe — bajo
- Kasim Sulton — bajo, coros
- Neal Jason — bajo
- Roy Bittan — piano, teclados
- Steven Margoshes — piano, encargado (New York Philharmonic, Orquesta Filarmónica de Nueva York) en "The Storm"
- Roger Powell — sintetizador
- Larry "Synergy" Fast — sintetizador
- John Wilcox — percusión
- Max Weinberg — percusión
- Alan Schwartzberg — percusión
- Joe Stefko — percusión
- Jimmy Maelen — percusión
- Alan Rubin — trompeta
- Tom Malone — trombón
- Lew Del Gatto — saxofón
- Lou Marini — solo de saxofón en "Rock and Roll Dreams Come Through"
- Ellen Foley — voz
- Eric Troyer — voz
- Carlos Calello — voz de apertura (New York Philharmonic) en "Left in the Dark"

## Producción
- Productores: John Jansen, Todd Rundgren, Jim Steinman
- Ingenieros: Tom Edmonds, John Jansen, Todd Rundgren, Gray Russell, Shelly Yakus
- Coordinación de Producción: Gray Russell
- Arreglos: Roy Bittan, Todd Rundgren, Jim Steinman
- Director artístico: John Berg
- Concepto de la portada del álbum: Jim Steinman (Ilustrado por Richard Corben)
- Fotografía: Don Hunstein